# Pteronemobius dispar
Pteronemobius dispar är en insektsart som beskrevs av Lucien Chopard 1927. Pteronemobius dispar ingår i släktet Pteronemobius och familjen syrsor. Inga underarter finns listade i Catalogue of Life.